# Babylon A.D. (film)
Babylon A.D. è un film del 2008 diretto da Mathieu Kassovitz.
Il film di fantascienza, con Vin Diesel tra i protagonisti, è ispirato al romanzo Babylon Babies di Maurice G. Dantec, pubblicato nel 1999.

## Trama
2027, il mercenario Toorop viene incaricato di scortare in sei giorni una giovane donna dalla Mongolia a New York, dove lui non può più entrare: Toorop, noto in passato per essersi occupato del trasporto di profughi, è inizialmente riluttante; comunque, dopo una breve discussione il magnate Gorsky si accorda con lui per il pagamento di mezzo milione di dollari, unito alla possibilità per Toorop di iniziare una nuova vita in America.
Toorop si fa portare a un convento, dove incontra Suor Rebecca, che gli spiega che lei e la ragazza, Aurora, dovranno viaggiare sempre insieme fino a New York. Nel corso del viaggio, però, Toorop si accorge che Aurora non è una ragazza come tante: Suor Rebecca dice che è la prima volta che esce dal convento, ma Aurora sa molte cose e sembra conoscere il mondo e prevedere i pericoli molto meglio di Toorop e di chiunque altro. Un esempio è quando, in attesa di prendere un treno verso il Nord della Russia, Aurora intravede nella folla una donna islamica ed urla costringendo Toorop e Suor Rebecca a cambiare strada. Pochi secondi dopo la donna si rivelerà essere un kamikaze, colpendo molte persone attorno a lei; l'intervento di Aurora, comunque, metterà in salvo Toorop e Suor Rebecca.
I tre, con l'aggiunta di un nuovo compagno, Finn, amico di vecchia data di Toorop, iniziano il viaggio verso lo stretto di Bering, che attraversano con un sottomarino russo. Durante la traversata Suor Rebecca racconta a Toorop del passato di Aurora, e si scopre che la ragazza è dotata di poteri speciali. Finn è convinto che l'unica spiegazione sembra essere che Aurora sia portatrice di un virus che può essere usato come arma. Nei pressi del confine fra Russia e Alaska, dopo uno scontro con dei droni volanti, Toorop uccide il suo vecchio amico, poiché lo stava tradendo. Infatti, Aurora è oggetto di interesse di una misteriosa organizzazione che mira ai suoi poteri.
Attraversato il Canada ed entrati negli Stati Uniti d'America, i tre in poco tempo si ritrovano a New York, dove continuano martellanti le notizie di una nuova era, un nuovo miracolo. I tre a New York scoprono che il loro convento di Noeliti da cui erano partiti è stato distrutto da un missile. Nell'appartamento di New York un dottore viene a visitare Aurora che scopre di essere incinta di due gemelli, pur essendo ancora vergine. Viene chiesto a Toorop di consegnare la ragazza, ma lui prova a farla fuggire rimanendo ucciso nello scontro. Il suo corpo è trafugato dall'obitorio e trasportato in New Jersey, dove il dottor Darquandier, il padre di Aurora, lo riporta in vita e gli racconta la storia di Aurora rivelandogli la verità. Toorop ha una nuova missione, tornare alla sua vecchia casa in Canada per reincontrare Aurora. Nel frattempo il dottore viene ucciso dalla madre di Aurora, la gran sacerdotessa che invia i suoi seguaci alla caccia di Toorop. Dopo un inseguimento i due riescono a mettersi in salvo. Aurora, prima di morire durante il parto, chiede a Toorop di proteggere i suoi figli e di far loro da padre. La scena finale mostra il mercenario, ora padre, di fronte alla sua casa in Canada, ora ristrutturata, con due bambine.

## Produzione
Nel giugno del 2005, Mathieu Kassovitz si mise in trattativa con Maurice Georges Dantec per adattarne il romanzo Babylon Babies. L'adattamento è stato co-scritto dall'esordiente Éric Besnard e da Mathieu Kassovitz; la lavorazione è stata prefissata per cominciare a febbraio 2006 con set posti in Canada ed Est Europa, ma è stata poi posticipata al giugno dello stesso anno. L'attore Vincent Cassel è stato inizialmente scritturato come protagonista, il ruolo è stato poi conteso dal febbraio 2006 con Vin Diesel.
Le riprese sono iniziate a febbraio 2007, con l'intenzione di pubblicare il film nell'aprile dello stesso anno. Le prime ambientazioni sono state filmate ai Barrandov Studios di Praga (Repubblica Ceca). In marzo 2007, a causa dell'assenza di precipitazioni di tipo nevoso, le riprese sono state interrotte per due settimane, per dare tempo al cast tecnico di costruire alcuni set in Islanda.
Gli effetti speciali sono stati curati e sviluppati dallo studio francese BUF Compagnie. Le riprese sono state ultimate nel maggio 2007. La colonna sonora è stata curata dai compositori Hans Zimmer, Atli Örvarsson, dal bassista Shavo Odadjian e dal rapper Robert Diggs.

## Distribuzione
Babylon A.D. originariamente doveva uscire nei cinema degli Stati Uniti il 29 febbraio 2008, ma la sua uscita fu posticipata al 29 agosto 2008.
In Italia era inizialmente previsto per il 3 ottobre ma è stato in seguito posticipata al 24 ottobre per decisione della Moviemax.
Al 31 gennaio 2009 il film aveva incassato solamente $22,532,572 negli Stati Uniti e $49,573,118 nelle altre nazioni, per un totale di $72,105,690. Tale somma classificò il film fra i "flop", giacché per la produzione furono spesi 70 milioni di dollari. Il film, nella sua prima settimana di uscita, si classificò al secondo posto (dietro Tropic Thunder) fra gli incassi settimanali, con $9,484,267 raccolti in 3,390 cinema.

### Home video
Il Blu-ray e il DVD sono stati pubblicati il 6 gennaio 2009; il primo disco non contiene alcun materiale extra, mentre il secondo disco contiene dieci minuti di materiale extra, fra cui il "dietro le quinte", un abbozzo digitale del film basato sul romanzo e una galleria fotografica.
Fra le scene tagliate, vi è una scena girata nel treno in cui Toorop nega l'esistenza di Gesù Cristo.

## Accoglienza
Il film fu quasi ignorato dai critici, ricevendo perlopiù critiche negative. Metacritic diede un punteggio di  26 su 100, basato su 15 recensioni. Su Rotten Tomatoes il film ottiene un apprezzamento del 7%, basato su 105 giudizi.

## Slogan promozionali
- «Un uomo solo per salvare il genere umano. Più di un eroe. Una leggenda.»
- «Un uomo solo per salvare il genere umano. È più di una leggenda, è un mito.»